# Samsunspor
Samsunspor är en turkisk fotbollsklubb från Samsun som grundades 1965. 

## Placering senaste säsonger
| Säsong  | Nivå | Liga       | Placering | Referens | Notering |
| ------- | ---- | ---------- | --------- | -------- | -------- |
| 2020/21 | 2    | TFF 1. Lig | 3         | [ 1 ]    |          |
| 2021/22 | 2    | TFF 1. Lig | 7         | [ 2 ]    |          |
| 2022/23 | 2    | TFF 1. Lig | 1         |          |          |